# Enrico Colantoni
Enrico Colantoni (Toronto, 14 de fevereiro de 1963) é um ator canadense conhecido por personagens como o xerife Keith Mars, o pai da personagem central da série de televisão Veronica Mars, como o sargento Greg Parker da série canadense Flashpoint, e como o barão do crime Carl Elias na série Person of Interest do qual recebeu a indicação e ganhou o Gemini Awards como melhor ator em 2009. Ele também interpretou o fotógrafo atrapalhado Elliot DiMauro, por sete temporadas, na sitcom Just Shoot Me!.

## Carreira

### Início e formação acadêmica
Enrico Colantoni, nascido em Toronto em 13 de Fevereiro de 1963, é filho de imigrantes italianos. Seu amor pelas artes começou em uma aula de teatro que ele fez enquanto estudava Sociologia e Psicologia na Universidade de Toronto. Foi o seu professor de teatro que o encorajou a optar pela carreira de ator, o que levou Enrico a deixar seus estudos em Toronto e se mudar para Nova York, onde passou a estudar Artes Dramáticas, na Academia Americana de Artes Dramáticas por três anos. Nesse período, ele conseguiu ganhar uma bolsa de estudos, que o levou a ser aceito na prestigiosa escola de teatro Yale. Na Yale, atuou em Hamlet e ganhou o prêmio Carol Dye de Melhor Ator.
Depois de formado na Yale, Colantoni ficou uma temporada no Guthrie Theater, de Minneapolis, atuando em pequenas produções. Já em Nova York, ele passou a estrelar peças teatrais como The Merry Wives of Windsor e Arabian Nights, e também se tornou amigo de Martin Scorsese e Robert DeNiro, com quem começou a fezer leituras teatrais.

### Just Shoot Me!e filmes
A partir de 1994, Enrico começou a fazer pequenas aparições em séries como Law & Order e NYPD Blue e em filmes como Assalto Sobre Rodas e Ciladas da Sorte. Ele teve sua estreia no elenco de uma série, em Hope and Gloria, interpretando "Louis Utz". Em 1997, Enrico entra para o elenco de Just Shoot Me!, sitcom americano, que chegou a ser indicado a seis prêmios Emmy e sete Golden Globe. Em Just Shoot Me!, Enrico interpretava o fotógrafo atrapalhado "Elliot DiMauro", permanecendo em todas as sete temporadas da série da emissora NBC.
Já no cinema, seu primeiro grande papel foi em Heróis Fora de Órbita, 1999, onde fazia o papel de "Mathesar", um dos tripulantes da nave NSEA Protector, que no filme durante quatro anos realizou perigosas missões e se envolveu em inúmeras aventuras. Nessa produção, Enrico tem a chance de contracenar ao lado de atores como Tim Allen, Sigourney Weaver e Alan Rickman. No mesmo ano, ele também apareceu no filme de terror, Stigmata. Ele também desempenhou o papel de "Elia Kazan", no drama vencedor do Globo de Ouro, James Dean, da TNT, e um ano depois, fez participa do filme A.I.Inteligência Artificial. Em 2002, ele começa a atuar também como dublador, emprestando sua voz para o personagem Dr. Cyrus Bortel na animação da Disney, Kim Possible.

### Veronica MarseFlashpoint
Em 2004, depois de diversas participações especiais em séries como Stargate SG-1, Justice League e Monk, Enrico entra para o elenco da série Veronica Mars, produzida pela CW Television Network, no papel do xerife Keith Mars, o pai da personagem título, vivida por Kristen Bell. Enrico permaneceu no ar em Veronica Mars até sua terceira e última temporada, que terminou em 2007.
No segundo semestre de 2007, Enrico gravou um piloto da série Critical Incident, que depois passaria a ter o nome oficial de Flashpoint. Menos de um ano depois da gravação daquele primeiro episódio piloto, Enrico Colantoni, David Paetkau e Hugh Dillon (de série Degrassi: The Next Generation) se juntaram a atriz e cantora Amy Jo Johnson (famosa pela séries Felicity e Wildfire), formando o elenco da série Flashpoint, uma produção candense da CTV em parceria com a rede americana CBS, que em pouco tempo, se tornou líder de audiência simultanemente nos dois países. Enrico se identificou bastante com o papel do sargento da equipe da SRU, Gregory "Greg" Parker, pois seu irmão trabalhou como um policial em Toronto por trinta anos.

## Filmografia
| Ano        | Titulo                                                 | Personagem                  | Notas         |
| Televisão  | Televisão                                              | Televisão                   | Televisão     |
| ---------- | ------------------------------------------------------ | --------------------------- | ------------- |
| 2014       | Remedy                                                 | Allen Conner                | regular       |
| 2013       | Person of Interest                                     | Carl Elias / Charlie Burton | recorrente    |
| 2008       | My Beautiful Mistake                                   | Gino                        |               |
| 2008       | Flashpoint                                             | Sgt. Gregory Parker         | regular       |
| 2008       | ZOS: Zone of Separation                                | Speedo Boy                  |               |
| 2008       | Weather Girl                                           | George                      |               |
| 2008       | Céline                                                 | Rene                        |               |
| 2008       | Brothers & Sisters                                     | Evan                        | 1 episódio    |
| 2007       | Numb3rs                                                | Ben                         | 1 episódio    |
| 2007       | CSI: Crime Scene Investigation                         | Preston                     | 1 episódio    |
| 2007       | The Happiest Day of His Life                           | Divorced wedding guest      |               |
| 2006       | 8th Annual Family Friendly Awards                      | Ele Mesmo                   |               |
| 2006       | 10th Annual Prism Awards                               | Ele Mesmo                   |               |
| 2005       | I Love the '90s: Part Deux                             | Ele Mesmo                   |               |
| 2004-2007  | Veronica Mars                                          | Keith Mars                  | 64 Episódios  |
| 2002, 2004 | Kim Possible                                           | Dr. Cyrus Bortel            | 2 episódios   |
| 2004       | Monk                                                   | Joe Christie                | 1 episódio    |
| 2004       | Century City                                           | Frank Summers               | 1 episódio    |
| 1997-2003  | Just Shoot Me!                                         | Elliot DiMauro              | 149 Episódios |
| 2003       | Stargate SG-1                                          | Burke                       | 1 episódio    |
| 2003       | 1-800-Missing                                          | Charles Denton              | 1 episódio    |
| 2003       | Justice League                                         | Glorious Gordon Godfrey     | 2 episódios   |
| 2003       | Whoopi                                                 | Victor                      | 1 episódio    |
| 2003       | Expert Witness                                         |                             |               |
| 2002       | Playboy: Inside the Playboy Mansion                    | Ele Mesmo                   |               |
| 2002       | The Wayne Brady Show                                   | Ele Mesmo                   | 1 episódio    |
| 2001       | James Dean                                             | Elia Kazan                  | Filme (TV)    |
| 2001       | The Outer Limits                                       | Michael Burr                | 1 episódio    |
| 1998-2001  | Hollywood Squares                                      | Ele Mesmo                   | 4 episódios   |
| 2000       | 3rd Rock from the Sun                                  | Frank                       | 1 episódio    |
| 1998       | NBC Must See TV Preview with the Cast of Just Shoot Me | Ele Mesmo                   |               |
| 1997       | Cloned                                                 | Steve Rinker                |               |
| 1997       | Life's Work                                            | Marty Cranepool             | 1 episódio    |
| 1995       | Hope and Gloria                                        | Louis Utz                   |               |
| 1994-1995  | NYPD Blue                                              | Danny Breen                 | 2 episódios   |
| 1994       | New York Undercover                                    | David Kinsoling             | 1 episódio    |
| 1994       | Law & Order                                            | Ron Blocker                 | 1 episódio    |
| 1989       | The More You Know                                      | Ele Mesmo                   |               |
| 1987       | Friday the 13th: The Series                            | Adrian                      | 1 episódio    |
| 1987       | Night Heat                                             | Rico Colantoni              | 1 episódio    |
| Filmes     |                                                        |                             |               |
| 2014       | Lines                                                  | Doutor                      |               |
| 2014       | Veronica Mars: O Filme                                 | Keith Mars                  |               |
| 2008       | Sherman's Way                                          | D.J.                        |               |
| 2008       | My Mom's New Boyfriend                                 | Enrico the Chef             |               |
| 2004       | Criminal                                               | Bookish Man                 |               |
| 2003       | The Vest                                               | Pai                         |               |
| 2002       | NBC's Funniest Outtakes                                | Ele Mesmo                   |               |
| 2002       | Full Frontal                                           | Arty/Ed                     |               |
| 2002       | The First $20 Million Is Always the Hardest            | Francis Benoit              |               |
| 2002       | Frank McKlusky, C.I.                                   | Scout Bayou                 |               |
| 2001       | Artificial Intelligence: A.I.                          | The Murderer                |               |
| 1999       | Galaxy Quest                                           | Mathesar                    |               |
| 1999       | Stigmata                                               | Father Dario                |               |
| 1998       | Divorce: A Contemporary Western                        | Barry                       |               |
| 1998       | Screwed: A Hollywood Bedtime Story                     | Jack Driscoll               |               |
| 1997       | The Wrong Guy                                          | Creepy Guy                  |               |
| 1997       | The Member of the Wedding (1997)#Adaptations           | Mr. Addams                  |               |
| 1996       | Albino Alligator                                       | Agent #3                    |               |
| 1995       | Money Train                                            | Dooley                      |               |